# 1992 en Suisse
Chronologie de la Suisse
- 1988
- 1989
- 1990
- 1991
- 1992
- 1993
- 1994
- 1995
- 1996

## Gouvernement en1erjanvier 1992
- Conseil Fédéral[1]:
  - René Felber (PS/SO), président de la Confédération
  - Adolf Ogi (UDC/BE), vice-président de la Confédération
  - Jean-Pascal Delamuraz (PRD/VD)
  - Arnold Koller (PDC/AI)
  - Flavio Cotti (PDC/TI)
  - Otto Stich (PS/SO)
  - Kaspar Villiger (PRD/LU)

## Évènements

### Janvier
Jeudi 9 janvier 
- 40 000 paysans manifestent à Berne, Lucerne et Weinfelden pour protester contre les accords du Gatt.

 Dimanche 19 janvier 
- Élections cantonales à Bâle-Ville. Christoph Stutz (PDC), Jörg Schild (PRD), Karl Schnyder (Parti social-démocrate) et Hans-Rudolf Striebel (PRD) sont élus au Conseil d’État lors du 1er tour de scrutin.

 Mardi 28 janvier 
- Décès à Lausanne, à l’âge de 48 ans, de l’écrivain Jean-Gabriel Zufferey.

 Mercredi 29 janvier 
- Décès du brigadier Jean-Louis Jeanmaire.

### Février
Samedi 15 février 1992
- Décès à Thalwil (ZH), à l’âge de 90 ans, du compositeur Adolf Brunner.

 Dimanche 16 février 
- Votations fédérales. Le peuple rejette, par 1 195 550 non (60,7 %) contre 772 995 oui (39,3 %), l'initiative populaire « pour une assurance-maladie financièrement supportable ».
- Votations fédérales. Le peuple rejette, par 1 117 236 non (56,4 %) contre 864 898 oui (43,6 %), l'initiative populaire « pour une réduction stricte et progressive des expériences sur les animaux ».
- Élections cantonales en Thurgovie. Hermann Bürgi (UDC), Hanspeter Fischer (UDC), Ulrich Schmidli (PSS), Philipp Stähelin (PDC) et Hermann Lei (PRD)sont élus au Conseil d’État lors du 1er tour de scrutin.
- Élections cantonales à Saint-Gall. Hans Rohrer (PSS), Karl Mätzler (PDC), Walter Kägi (PDC), Burkhard Vetsch (PRD), Peter Schönenberger (PRD), Alex Oberholzer (PDC) et Hans Ulrich Stöclkling (PRD) sont élus au Conseil d’État lors du 1er tour de scrutin.
- Élection complémentaire en Valais. Serge Sierro (PRD) est élu au Gouvernement valaisan pour remplacer Bernard Comby (PRD), démissionnaire.
- Élections cantonales à Bâle-Ville. Ulrich Vischer (PLS), Veronica Schaller (PSS) et Mathias Feldges (PSS) sont élus au Conseil d’État lors du 2e tour de scrutin.

 Mercredi 19 février 
- 10 000 fonctionnaires genevois participent à un débrayage pour protester contre une limitation de l'indexation des salaires et une réduction possible des effectifs du personnel du canton.

### Mars
Mercredi 4 mars 1992
- Un homme tue par balles six personnes et en blesse six autres à Origlio, Rivera et Massagno (TI).

 Mardi 10 mars 
- L’alpiniste française Catherine Destivelle réussit la première ascension féminine en solitaire de la face nord de l'Eiger.

Samedi 14 mars 1992
- Trois personnes perdent la vie dans un incendie qui ravage un immeuble de la vieille ville de Saint-Gall.

 Dimanche 15 mars 
- Décès à Brunnen (SZ), à l’âge de 48 ans, d’Andres Bossard, cofondateur du théâtre de masques Mummenschanz.

 Samedi 21 mars 
- 6 000 personnes manifestent à Berne contre le racisme et la xénophobie, à l’appel du Forum contre le racisme.

 Dimanche 22 mars 
- Décès à Lucerne, à l’âge de 79 ans, du compositeur Albert Jenny.

 Vendredi 27 mars 
- Inauguration, après sa rénovation, du château Castelgrande à Bellinzone.

 Lundi 30 mars 
- Fondée par diverses organisations d’entraide, la fondation Max Havelaar-Suisse accorde désormais une licence aux entreprises de distributions qui désirent se lancer dans le commerce équitable du café.

### Avril
Dimanche 5 avril 
- Élections cantonales dans le canton d’Uri. Les sept élus au Conseil d’État sont Ambros Gisler (PDC), Anton Stadelmann (PDC), Hansruedi Stadler (PDC), Martin Furrer (PDC), Carlo Dittli (PRD), Peter Mattli (PRD) et Alberik Ziegler (PSS).
- Élections cantonales à Schwytz. Franz Marty (PDC) et Margrit Weber (PDC) ont été réélus au Conseil d’État lors du 1er tour de scrutin.

 Mercredi 8 avril 
- Décès à Rome, à l’âge de 85 ans, de Daniel Bovet, Prix Nobel de médecine en 1957.

 Samedi 11 avril 
- Pour la neuvième fois de son histoire, le CP Berne devient champion de Suisse de hockey-sur-glace.

 Dimanche 26 avril 
- Élections cantonales à Schwytz. Egon Bruhin (PRD), Richard Wyrsch (PSS), Richard Camenzind (PRD), Werner Inderbitzin (PDC) et Oskar Kälin (PDC) ont été élus au Conseil d’État lors du 2e tour de scrutin.

 Mardi 28 avril 
- Mise en service de la centrale solaire du Mont-Soleil.
- Décès à Pully (VD), à l’âge de 70 ans, du compositeur Paul-André Gaillard.

### Mai
Dimanche 3 mai 
- La Suisse et l'Union européenne signent un accord sur le transit maintenant la limite des 28 tonnes pour les poids lourds circulant sur les routes helvétiques. La Suisse s'engage à créer rapidement un corridor de ferroutage et à réaliser les nouvelles transversales ferroviaires alpines.

 Lundi 4 mai 
- Décès, à Neuchâtel, de l’historien et polémiste français Henri Guillemin.

 Vendredi 8 mai 
- Collision entre un train transportant des voitures et une automotrice gare de Goppenstein sur la ligne du Chemin de fer du Lötschberg. Une personne perd la vie.

 Dimanche 17 mai 
- Votations fédérales. Le peuple approuve, par 923 685 oui (55,8 %) contre 730 553 non (44,2 %), l’arrêté fédéral concernant l'adhésion de la Suisse aux institutions de Bretton Woods.
- Votations fédérales. Le peuple approuve, par 929 929 oui (56,4 %) contre 718 254 non (43,6 %), la loi fédérale concernant la participation de la Suisse aux institutions de Bretton Woods.
- Votations fédérales. Le peuple approuve, par 1 151 706 oui (66,1 %) contre 591 240 non (33,9 %), la loi fédérale sur la protection des eaux.
- Votations fédérales. Le peuple approuve, par 1 271 052 oui (73,8 %) contre 450 635 non (26,2 %), le contre-projet à l'initiative populaire contre l'application abusive des techniques de reproduction et de manipulation génétique à l'espèce humaine.
- Votations fédérales. Le peuple approuve, par 1 442 263 oui (82,5 %) contre 305 441 non (17,5 %), l'introduction d'un service civil pour les objecteurs de conscience.
- Votations fédérales. Le peuple approuve, par 1 255 604 oui (73,1 %) contre 461 723 non (26,9 %), la modification du code pénal concernant les infractions contre l'intégrité sexuelle.
- Votations fédérales. Le peuple rejette, par 1 093 987 non (62,9 %) contre 644 083 oui (37,1 %), l'initiative populaire « pour la sauvegarde de nos eaux ».
- Élections complémentaire à Berne. Dori Schaer-Born (PSS) est élue au Conseil d’État pour occuper le siège de René Bärtschi (PSS).

 Samedi 30 mai 
- Le FC Sion s’adjuge, pour la première fois de son histoire, le titre de champion de Suisse de football.

 Dimanche 31 mai 
- Le trafic voyageurs est abandonné sur la ligne de chemin-de-fer Beinwil am See (AG) – Beromünster (LU).

### Juin
Samedi 13 juin 
- Vernissage de l’exposition consacrée au peintre français Georges Braque à la Fondation Pierre Gianadda à Martigny.

 Mardi 23 juin 
- Visite officielle du chancelier autrichien Franz Vranitzky.

 Vendredi 26 juin 
- L’Italien Giorgio Furlan remporte le Tour de Suisse cycliste

### Juillet
Mercredi 1er juillet 
- Le quotidien de Montreux L’Est Vaudois absorbe le quotidien de Vevey La Riviera.

Vendredi 24 juillet 1992
- Deux caporaux sont tués par l'explosion de deux grenades dans une école de recrues à Lucerne.

### Août
Samedi 8 août 
- Aux Jeux olympiques de Barcelone, le Genevois Marc Rosset remporte le titre de champion olympique de tennis.

 Dimanche 24 août 
- Décès à Lutry (VD), à l’âge de 91 ans, de Catherine Kousmine, fondatrice de la médecine orthomoléculaire.

 Samedi 29 août 
- Célébration du 600e anniversaire de l'union du Petit et Grand Bâle. Durant trois jours, près de 600 000 se massent sur les deux rives du Rhin et sur le Mittlere Brücke.
- Décès à Berne, à l’âge de 83 ans, du zoologiste Heini Hediger.

### Septembre
Dimanche 6 septembre 
- Première édition de la Street Parade de Zurich.

 Mercredi 16 septembre 
- Ouverture du 73e Comptoir suisse à Lausanne, dont la durée passe, pour la première fois de son histoire, de seize à douze jours. L’Égypte et la Bretagne en sont les hôtes d’honneur.

 Samedi 19 septembre 
- Le journaliste Damien Ruedin, envoyé spécial de la Radio suisse romande, est tué par l'explosion d'une mine en Croatie.

 Dimanche 27 septembre 
- Votations fédérales. Le peuple approuve, par 1 305 914 oui (63,6 %) contre 747 048 non (36,4 %), la construction des lignes ferroviaires suisses à travers les Alpes.
- Votations fédérales. Le peuple approuve, par 1 097 185 oui (58,0 %) contre 794 132 non (42,0 %), la loi fédérale sur la procédure de l'Assemblée fédérale, ainsi que sur la forme, la publication et l'entrée en vigueur des actes législatifs.
- Votations fédérales. Le peuple approuve, par 1 230 579 oui (61,5 %) contre 771 351 non (38,5 %), la loi fédérale sur les droits de timbre.
- Votations fédérales. Le peuple approuve, par 1 058 317 oui (53,6 %) contre 917 091 non (46,4 %), la loi fédérale sur le droit foncier rural.
- Votations fédérales. Le peuple rejette, par 1 424 954 non (72,4 %) contre 542 768 oui (27,6 %), la loi sur les indemnités parlementaires.
- Votations fédérales. Le peuple rejette, par 1 339 597 non (69,4 %) contre 590 484 oui (30,6 %), la loi sur les coûts d'infrastructures.

### Octobre
Lundi 9 octobre 1992
- Visite officielle du président de la République d’Autriche Thomas Klestil.

 Lundi 26 octobre 
- En inaugurant un centre commercial à Saint-Louis, en Alsace, Coop Suisse s'installe pour la première fois hors des frontières suisses.

### Novembre
Lundi 2 novembre 
- Une explosion dans un dépôt de munitions provoque la mort de six personnes à Steingletscher, près du col du Susten (BE).

Samedi 14 novembre 1992
- Décès à Sion), à l’âge de 86 ans, du criminologue Henri Mutrux.

 Jeudi 19 novembre 
- Inauguration de la deuxième étape des constructions de l'École polytechnique fédérale de Lausanne (EPFL). Elle marque l’achèvement du transfert des unités de l'EPFL sur le site de Dorigny à Écublens.

### Décembre
Dimanche 6 décembre 
- Votations fédérales. Le peuple rejette, par 1 786 708 non (50,3 %) contre 1 762 872 oui (49,7 %), l’adhésion à l'Espace économique européen (EEE).
- Élections cantonales en Argovie. Ulrich Siegrist (UDC), Peter Wertli (PDC), Thomas Pfisterer (PRD) et Silvio Bircher (PSS) sont élus au Conseil d’État lors du 1er tour de scrutin.

 Jeudi 10 décembre 
- Décès à Lutry (VD), à l’âge de 91 ans, du compositeur Bernard Reichel.

 Samedi 12 décembre 
- Un incendie se déclare à la fabrique de chaussures Bally à Schönenwerd. 250 000 paires de chaussures sont détruites. Les dégâts sont estimés à 50 millions de francs.

 Dimanche 20 décembre 
- Élections cantonales en Argovie. Stéphanie Mörikofer (PRD) est élue au Conseil d’État lors du 2e tour de scrutin.

Samedi 26 décembre 1992
- Décès à Vevey (VD), à l’âge de 80 ans, du pianiste Nikita Magaloff.